# Universidad Regional Amazónica Ikiam
La Universidad Regional Amazónica Ikiam es una universidad pública ecuatoriana que abrió sus puertas el 20 de octubre de 2014. Se encuentra situada en la Amazonía, a 7 kilómetros de la ciudad de Tena, en la Parroquia de Muyuna, provincia de Napo, en el piedemonte amazónico (inicio de la cuenca hidrográfica de la Amazonía). El término Ikiam proviene de la shuar y significa selva. 

## Historia
Ikiam se creó mediante Ley publicada en el Registro Oficial, Suplemento No. 144, como una institución de educación superior de derecho público, sin fines de lucro, con personería jurídica propia, con autonomía académica, administrativa, financiera y orgánica, acorde con los principios establecidos en la Constitución de la República y la Ley Orgánica de Educación Superior del Ecuador. El 20 de octubre de 2014, inició sus labores académicas con alumnos de varias provincias del Ecuador.
El área de construcción de la universidad cubre un predio de 246 hectáreas. De manera complementaria, Ikiam tiene acceso a la Reserva Biológica Colonso Chalupas (RBCC), área protegida recientemente por parte del Estado ecuatoriano, con 93.246 hectáreas y que cubre un rango altitudinal que va desde los bosques húmedos tropicales amazónicos a 477 metros de altitud hasta los páramos altoandinos de 4.480 metros en el lado oriental de la Cordillera de Los Andes.
Actualmente, la Universidad Regional Amazónica Ikiam tiene 934 alumnos provenientes de todas las regiones del país (51% de los cuales son mujeres) y 105 profesores (54% con título Ph.D.). El personal administrativo de IKIAM cuenta con 21% de trabajadores pertenecientes a pueblos y nacionalidades.

## Investigación

### Grupos de investigación
- 2017: Biogeografía y Ecología Espacial, y Bosques Tropicales y Cambio Climático.
- 2018: Microbiología Aplicada, GIRAHA, Población y Ambiente, Química Aplicada de Biomoléculas, Educación, y Ecosistemas Tropicales.
- 2019: Geofísica y Geotecnia, y I+D+i Biomass to Resources.

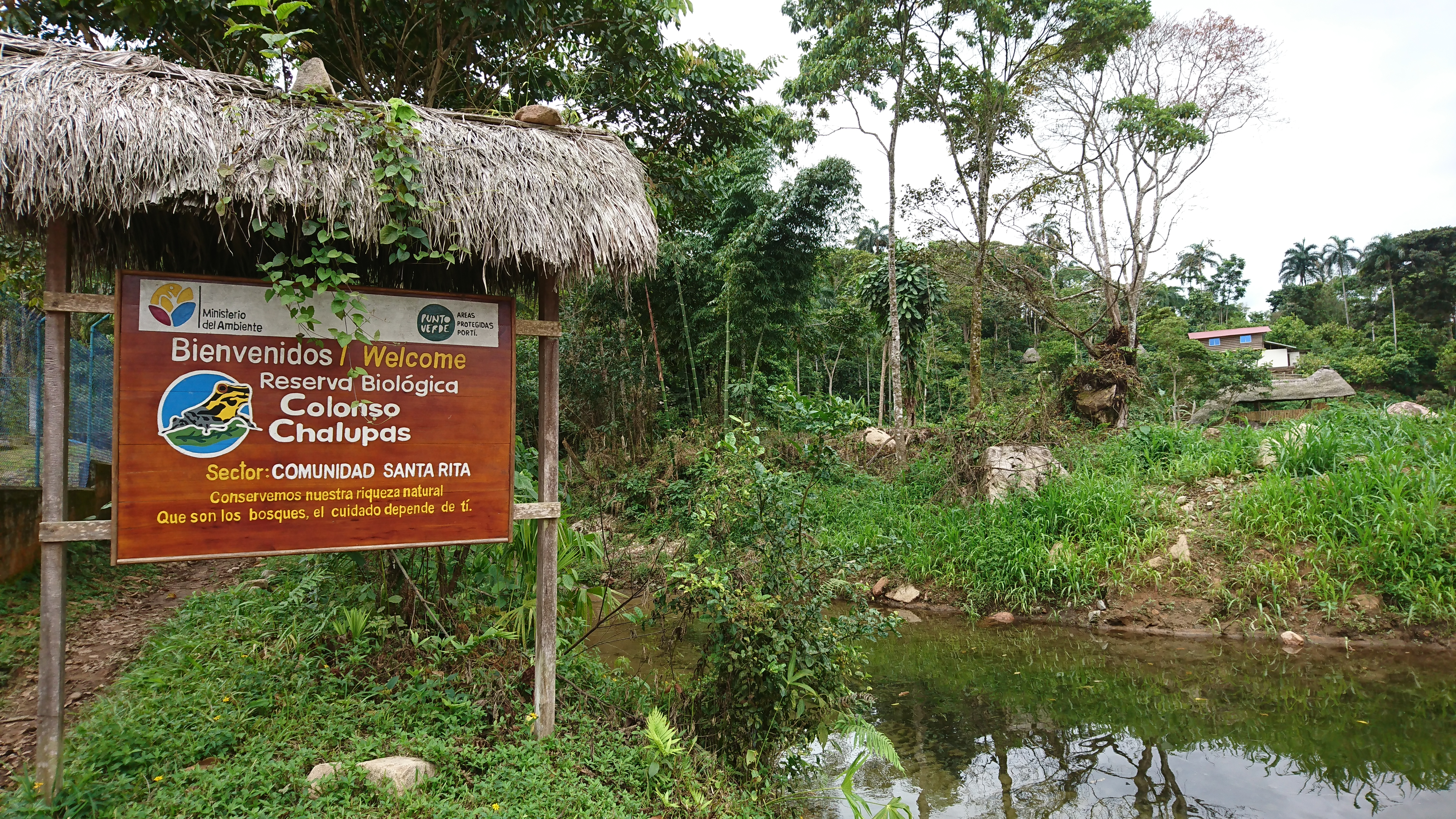
Entrada a la Reserva Biológica Colonso Chalupas, en el Centro de Turismo Comunitario Santa Rita, Archidona

### Laboratorios
- Biología Molecular y Bioquímica
- Geociencias
- Laboratorio Nacional de Referencia de Agua
- Microscopía
- Productos Naturales

## Misión, visión y objetivos
La misión de Ikiam es "proporcionar formación y producción científica de calidad enfocándose en la conservación y el aprovechamiento de los recursos biológicos y la consolidación de políticas de sustentabilidad basadas en la evidencia científica y el compromiso con el medio ambiente".
La visión de la Ikiam es “ser referente mundial en la investigación de la biodiversidad, mediante la perspectiva de las ciencias experimentales y el desarrollo tecnológico; alcanzando así la excelencia académica en las áreas de conocimiento de ciencias de la vida, ciencias del agua, geociencias y biotecnología."

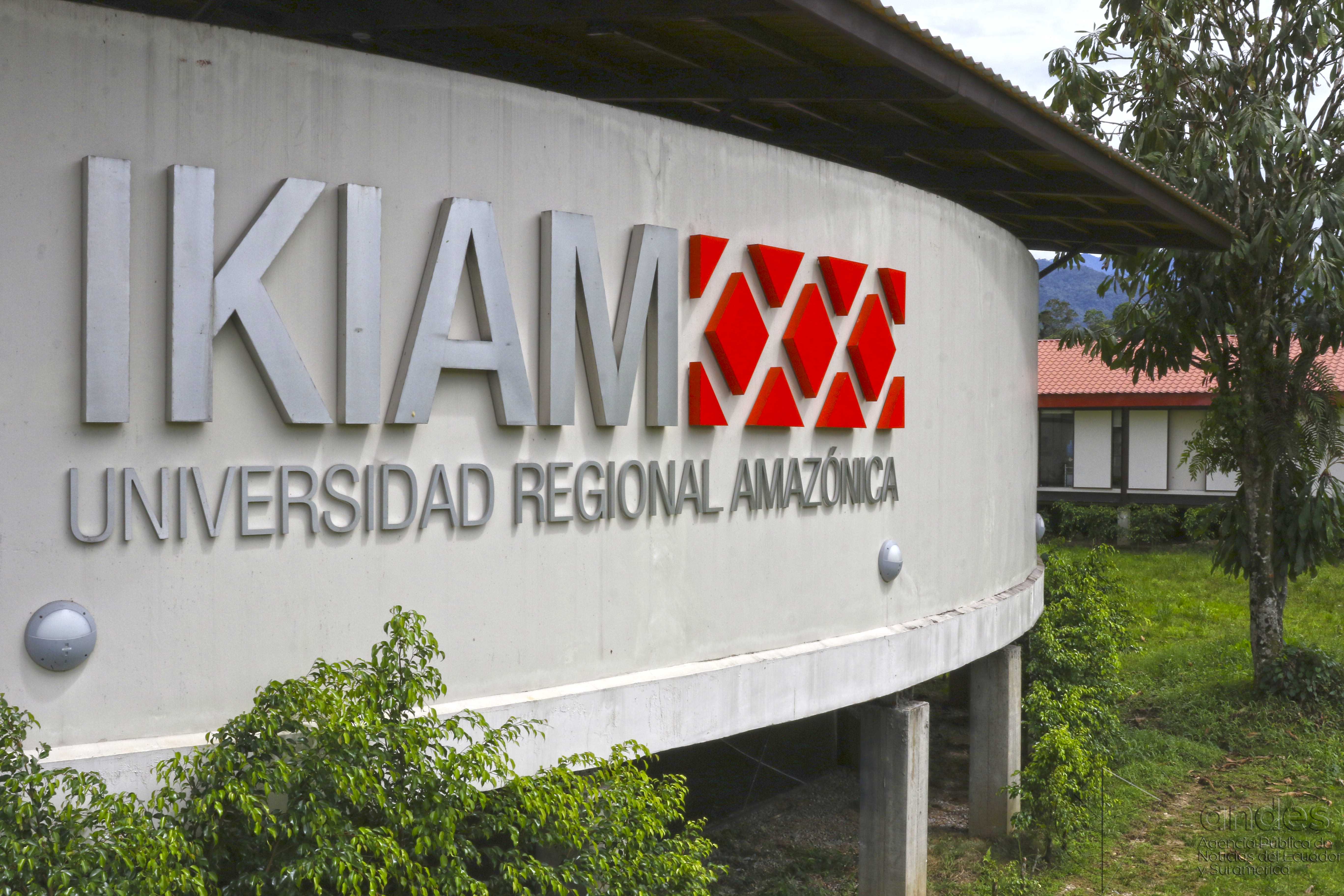
Universidad Regional Amazónica IKIAM, Campus Tena

La propuesta de Ikiam se establece sobre la base de tres objetivos específicos:
1. Generar formación y producción científica de excelencia mundial.
2. Ser el laboratorio vivo más importante del mundo.
3. Liderar la vanguardia de innovación en servicios tecnológicos de ciencias de la vida.

## Oferta académica
Actualmente, oferta las siguientes carreras:
- Pregrado
  - Facultad de Ciencias de la Vida
    - Ingeniería en Biotecnología
    - Ingeniería en Ecosistemas
    - Medicina Veterinaria y Manejo de Vida Silvestre

- - Facultad de Ciencias de la Tierra y Agua
    - Ingeniería en Geociencias
    - Ingeniería en Hidrología
    - Ingeniería en Electromecánica y Energías Renovables

- - Facultad de Ciencias Socioambientales
    - Arquitectura Sostenible
    - Ingeniería en Agroecología
    - Licenciatura en Biocomercio

- - Licenciatura en Educación en Ciencias Experimentales (Formación conjunto a la Universidad Nacional de Educación)

- Posgrado
  - Maestría en Cambio Climático, Agricultura y Desarrollo Rural Sostenible
  - Maestría en Educación Ambiental y Desarrollo Regenerativo
  - Maestría en Arquitectura mención Construcción sostenible